# Mohavea
Genre
Classification APG III (2009)
Mohavea est un genre végétal de la famille des Plantaginaceae selon la classification phylogénétique (anciennement de la famille des Scrophulariaceae).

## Liste d'espèces
Selon ITIS :
- Mohavea breviflora Coville
- Mohavea confertiflora (Benth.) A.Heller